# Geier (Schiff, 1913)
Der nur für  kurze Zeit eingesetzte Hilfskreuzer Geier war eine Prise des Hilfskreuzers Möve, er wurde selbst versenkt.
Die britische Saint Théodore wurde mit einer Ladung von 7400 t amerikanischer Kohlen von der Möve am 12. Dezember 1916 auf der Position 39° 30′ N, 17° 30′ W als Prise aufgebracht. Unter Führung des Oberfähnrichs zur See Köhler wurde das Schiff zu einem vorher vereinbarten Treffpunkt entsandt. Am 23. Dezember 1916 trafen die Möve und die Saint Théodore weiter südlich wieder zusammen und Letztere wurde drei Tage später zum Hilfskreuzer umgerüstet. Das Schiff wurde mit Proviant versorgt und mit einer Funkanlage versehen. Zwei 5,2-cm-Geschütze der Möve wurden beidseits der Ladeluke 2 montiert. Ab dem 28. Dezember 1916 wurde das Schiff als Hilfskreuzer Geier unter Kapitänleutnant Friedrich Wolf, Erster Offizier der Möve, als Kommandant mit einer von der Möve stammenden Besatzung von 48 Mann eingesetzt. Noch am selben Tag entsandte der Kapitän der Möve, Korvettenkapitän Nikolaus Graf zu Dohna-Schlodien die Geier zur selbstständigen Kreuzerkriegsführung. Da das Schiff mit gut 12 Knoten Höchstgeschwindigkeit vergleichsweise langsam war, musste sich Kapitänleutnant Wolf auf die Verfolgung von Segelschiffen beschränken.
Die Geier versenkte in ihrer relativ kurzen Einsatzzeit zwei Schiffe. Östlich der Sankt-Peter-und-Sankt-Pauls-Felsen wurde am 31. Dezember 1916 der kanadische Dreimastschoner Jean mit 215 BRT (Baujahr 1905, Reederei J. C. Crosbie Liverpool/Neuschottland, Kapitän Edward Burke) aufgebracht. Die siebenköpfige Besatzung wurde übernommen und das Schiff samt seiner Zuckerladung versenkt. Zudem konnte am 3. Januar 1917 die norwegische Staut (vor 1917, 16 Mann Besatzung) mit 1.227 BRT samt ihrer Ladung, bestehend aus Walöl und Guano, versenkt werden. Am 17. Januar 1917 traf die Geier mit der Möve zum Kohlen und Informationsaustausch zusammen. Die Kohlenübernahme erwies sich aufgrund des Seegangs als zu schwierig und wurde abgebrochen, nachdem es zu Beschädigungen am Schiffsrumpf der Möve gekommen war. Am 22. Januar 1917 trennten sich die beiden Schiffe wieder. Doch schon am 14. Februar 1917 wurde die Geier etwa auf der Höhe Ilha da Trindade mit abgenutzter Kessel- und Maschinenanlage durch die Besatzung der Möve abgerüstet und selbst versenkt. Die Besatzung kehrt auf die Möve zurück. Damit erhielt die Möve ihre ursprüngliche Besatzungsstärke von 235 Mann zurück.